# 水曝氣

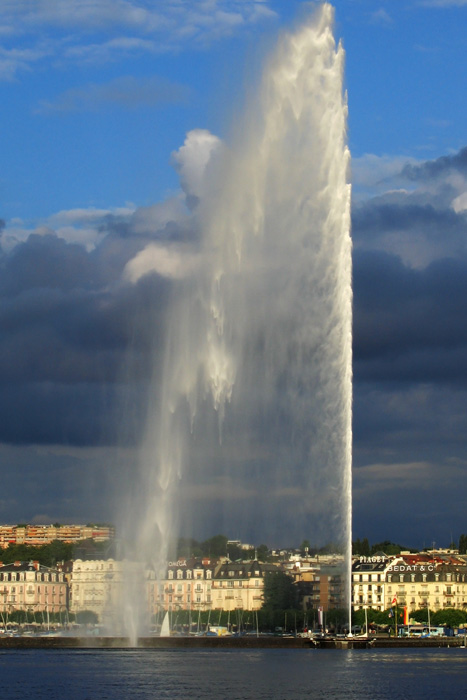
噴泉通過將水噴入空氣中來對水進行曝氣。

水曝氣（英語：Water aeration）是指在自然和人工環境中增加或保持水的氧氣飽和度的過程。曝氣是指在液體等物質中加入空氣的過程。曝氣技術通常用於池塘、湖泊和水庫管理，以解決低氧水平或藻華問題。

## 水質
對於受缺氧或無氧條件影響的水體，水曝氣通常是必要的，這些條件通常由上游人類活動如污水排放、農業徑流或過度餌料投放釣魚湖所引起。曝氣可以通過將空氣注入湖泊、潟湖或池塘的底部來實現，或者通過噴泉或類似裝置的表面擾動來進行，允許氧氣交換和釋放氣體如二氧化碳、甲烷或硫化氫。溶解氧（DO）水平降低是導致水質差的主要原因。魚類和大多數其他水生動物需要氧氣，好氧菌也幫助分解有機物質。當氧氣濃度變低時，無氧條件可能會發展，這會降低水體支持生命的能力。

## 曝氣方法
任何增加水中氧氣的程序都可以被視為一種水曝氣。曝氣有很多種方法，但這些方法基本上可以分為兩大類——表面曝氣和水下曝氣。這兩種方法都有多種技術和技術設備可供選擇。

## 自然曝氣
自然曝氣既是一種水下曝氣也是一種表面曝氣。它可以通過水下植物來實現。通過自然的光合作用過程，水生植物將氧氣釋放到水中，為魚類提供必要的氧氣，並幫助需氧菌分解多餘的營養物質。當風擾動水體表面時，氧氣可以進入水中，並且自然曝氣也可以通過進入的溪流、瀑布或甚至是強烈的洪水造成的水流運動來實現。在溫帶氣候的大型水體中，秋季翻轉可以將富氧水引入缺氧的底層水。

## 表面曝氣

### 噴泉
噴泉由一種將水向上噴入空氣中的裝置組成。通常這可以通過一個電動機來驅動旋轉的葉輪來實現。葉輪從水面幾英尺深的地方抽水並將其噴射到空氣中。此過程利用空氣-水接觸進行氧氣轉移。當水被推進空氣中時，它分解成小水滴。這些小水滴總體上具有較大的表面積，通過這些表面積可以轉移氧氣。當水滴返回時，它們與其餘的水混合，從而將氧氣轉移回生態系統。噴泉是一種常見的表面曝氣方法，因為它們提供了美觀的外觀。然而，大多數噴泉無法產生大面積的氧合水。此外，通過水體運行電力以驅動噴泉可能存在安全隱患。

### 浮動表面曝氣器

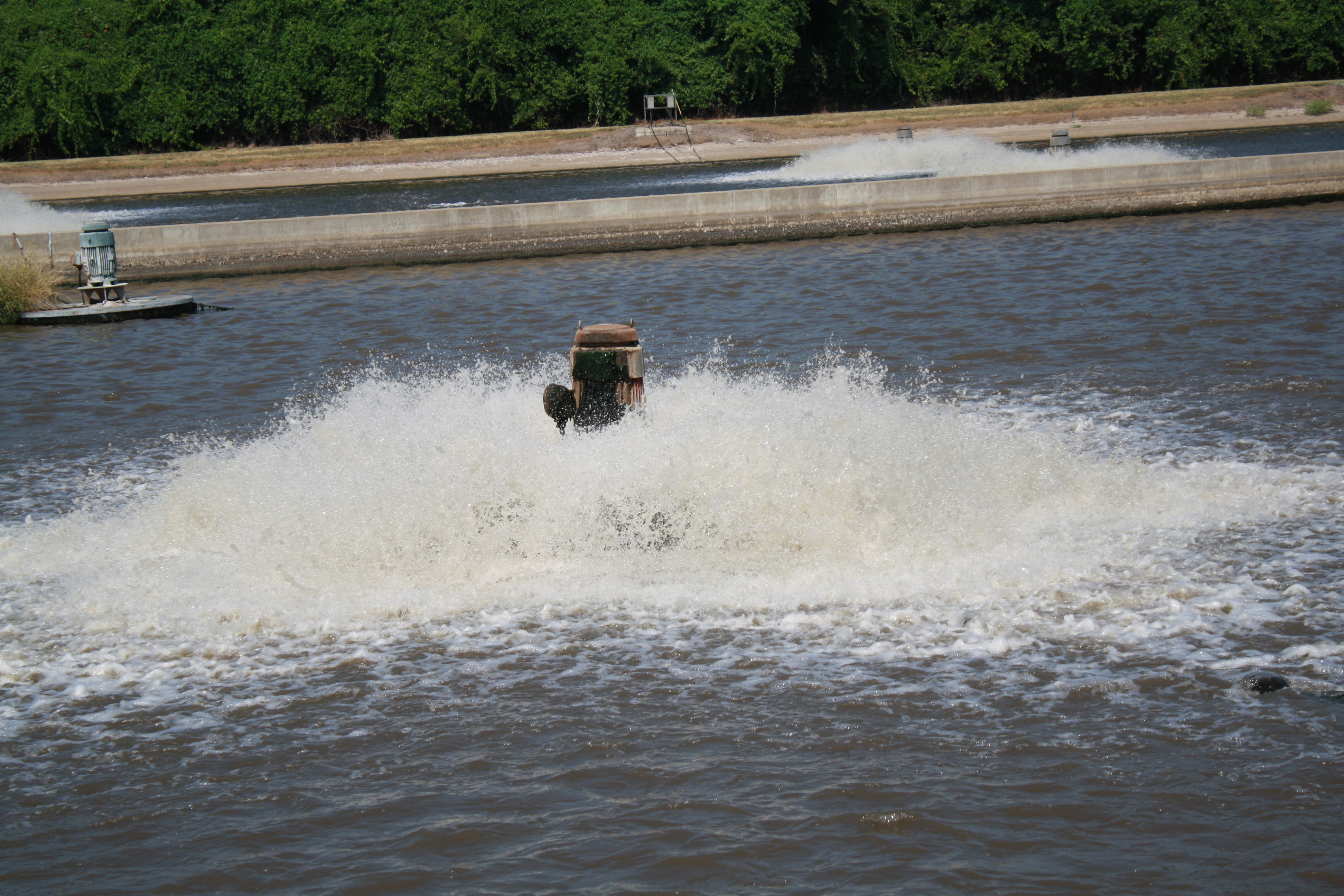
典型的機械表面曝氣器在工作。這種類型的機器往往難以曝氣整個水柱。

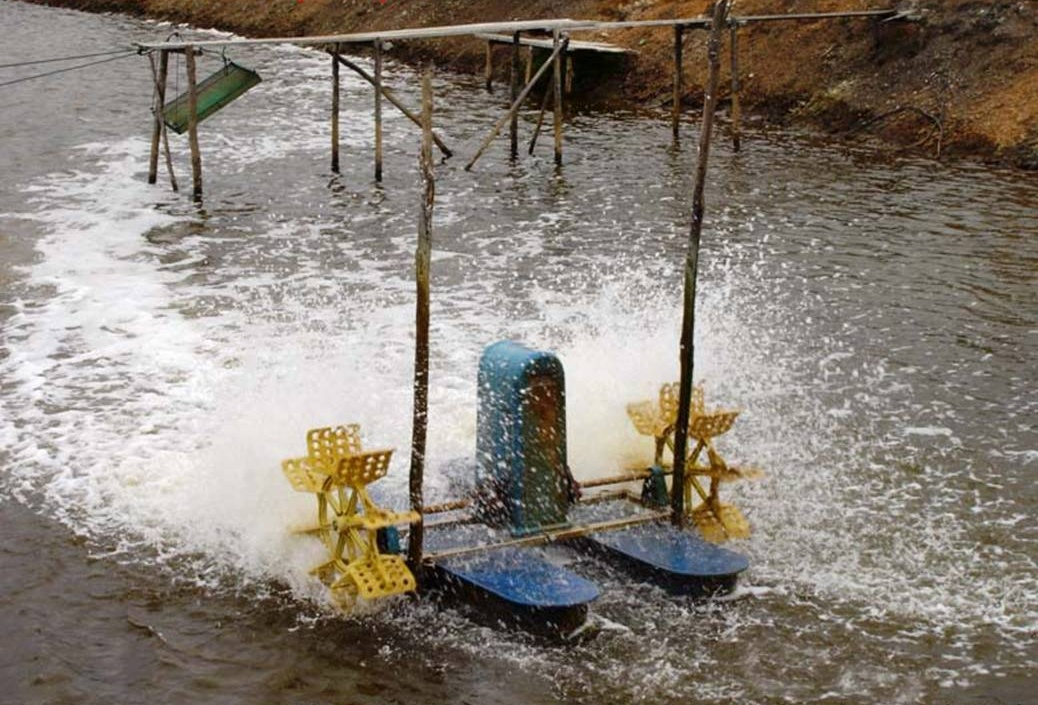
一馬力的槳輪曝氣器。濺水可能增加水的蒸發率，從而增加水體的鹽度。

浮動表面曝氣器的工作原理類似於噴泉，但它們不提供相同的美學外觀。它們從水體的頂部1到2英尺抽取水，並利用空氣與水的接觸來轉移氧氣。它們不是將水推入空中，而是攪動水面。浮動表面曝氣器也由岸上的電力供電。 表面曝氣器的有效性僅限於小範圍，因為它們無法為超過3米半徑的區域增加循環或氧氣。這種循環和曝氣僅限於水柱的最上層，往往使底部部分不受影響。低速表面曝氣器也可以安裝在浮筒上。

### 槳輪曝氣器
槳輪曝氣器也利用空氣與水的接觸，將大氣中的氧氣轉移到水體中。它們最常用於水產養殖（飼養水生動物或種植水生植物以供食用）領域。這些曝氣器由一個帶有附加槳片的輪轂構成，通常由拖拉機動力輸出、汽油發動機或電動機提供動力。它們往往安裝在浮筒上。電力驅動槳片轉動，攪動水體並通過空氣與水的接觸轉移氧氣。 當每個新的水段被攪動時，它會從空氣中吸收氧氣，然後在回到水體時將其恢復到水中。在這方面，槳輪曝氣的工作原理與浮動表面曝氣器非常相似。

### 水下曝氣
水下曝氣旨在在水體底部釋放氣泡，並允許它們通過浮力上升。擴散曝氣系統利用氣泡來曝氣並混合水體。氣泡排出造成的水位置換將引起混合作用，並且水與氣泡之間的接觸將導致氧氣轉移。

### 粗氣泡曝氣
粗氣泡曝氣是一種水下曝氣，其中空氣由岸上的空氣壓縮機通過軟管泵送到放置在水體底部的單元。該單元排出粗氣泡（直徑超過2毫米）， 當它們與水接觸時釋放氧氣，這也有助於混合湖泊的分層。隨著系統釋放大氣泡，會發生水的湍流置換，從而導致水的混合。 與其他曝氣技術相比，粗氣泡曝氣在氧氣轉移方面效率非常低。這是由於其氣泡直徑大且集體表面積相對較小。

### 精細氣泡曝氣

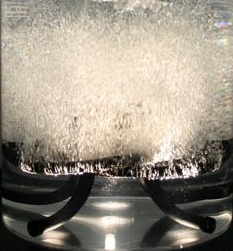
精細氣泡曝氣是一種在氧氣轉移方面效率很高的曝氣技術，因為其氣泡的總表面積很大。

精細氣泡曝氣是一種將氧氣轉移到水體中的有效方法。 岸上的壓縮機通過軟管將空氣泵入連接到水下曝氣單元的裝置。該單元附有多個擴散器。這些擴散器的形狀有圓盤、板、管或由玻璃黏結二氧化矽、多孔陶瓷塑料、PVC或由EPDM（乙烯丙烯二烯單體）橡膠製成的穿孔膜。 空氣通過擴散膜釋放到水中。這些氣泡稱為“精細氣泡”。美國環境保護署（EPA）將直徑小於2毫米的氣泡定義為精細氣泡。 此類曝氣的氧氣轉移效率非常高，有時高達每馬力小時轉移15磅氧氣（每千瓦小時轉移9.1公斤氧氣）。 平均而言，擴散空氣曝氣每分鐘擴散約2-4立方英尺的空氣（56.6-113.3升/分鐘），但有些運行在每分鐘1立方英尺（28.3升/分鐘）或高達每分鐘10立方英尺（283升/分鐘）的水平。
精細氣泡擴散曝氣能夠最大化氣泡的表面積，從而將更多的氧氣轉移到每個氣泡體積的水中。此外，較小的氣泡需要更多的時間才能到達水面，因此不僅最大化了表面積，還延長了每個氣泡在水中的停留時間，從而有更多的機會將氧氣轉移到水中。通常，較小的氣泡和較深的釋放點會產生更高的氧氣轉移率。精細氣泡曝氣的一個缺點是陶瓷擴散器的膜有時會被堵塞，必須清洗以保持其最佳效率。此外，與其他曝氣技術（如粗氣泡曝氣）相比，它們的混合水柱的能力較弱。

## 湖泊分層破壞
循環器常用來混合池塘或湖泊，從而減少熱分層。一旦循環的水到達表面，空氣-水界面便促進了氧氣向湖水的轉移。自然資源和環境管理者長期以來一直面臨湖泊熱分層引起的問題。 魚類死亡與熱梯度、停滯和冰蓋直接相關。 過度增長的浮游生物可能會限制湖泊的娛樂用途和商業用途。 湖泊嚴重的熱分層也會對飲用水的質量產生不利影響。 對於漁業管理者來說，湖泊中魚類的空間分佈經常受到熱分層的不利影響，在某些情況下甚至可能間接引起大量的休閒魚類死亡。一種常用的減輕這些湖泊管理問題的方法是通過曝氣來消除或減少熱分層。 許多類型的曝氣設備已被用來減少或消除熱分層。雖然曝氣取得了一些成功，但很少證明是萬靈丹。

## 大規模項目

### 泰晤士河氧氣補充駁船
在強降雨期間，倫敦的污水處理系統會將污水溢入泰晤士河，導致河水溶解氧含量劇降，嚴重威脅河中的生物種群。 這時，兩艘特製的McTay Marine船隻，即氧氣補充駁船「Thames Bubbler」和「Thames Vitality」，便出動為河水補充氧氣，以保持河流生態的健康，目前這裡已成為115種魚類和數百種無脊椎動物、植物和鳥類的棲息地。

### 卡迪夫灣
為了確保卡迪夫灣的溶解氧濃度維持在或高於每公升5毫克的水平，壓縮空氣從灣周圍五個站點泵送，通過一系列鋼筋橡膠管道，鋪設在灣底及塔夫河、伊利河上。這些管道連接到大約800個擴散器。在某些情況下，港務局會使用一艘由McTay Marine建造的移動氧氣補充駁船，該駁船儲存液態氧，經電加熱汽化後，氣態氧氣被注入從灣中抽取並返回的水流中。這艘駁船能在24小時內溶解多達5噸的氧氣。

### 切薩皮克灣
類似的方案已被提出，以協助恢復切薩皮克灣，那裡的主要問題是缺乏濾食性生物如牡蠣，這些生物負責保持水質的清潔。過去，灣內的牡蠣數量龐大，它們能在短短幾天內循環整個灣的水量。然而，由於污染、疾病和過度捕撈，牡蠣數量已大幅減少至歷史水平的一小部分。曾經清澈見底的水域，現在渾濁且充滿沉積物，導致下水者在水深及膝時就無法看到自己的腳。通常，沉水植物通過光合作用提供氧氣，但污染和沉積物的增加導致植物數量減少，進而使溶解氧水平下降，使得灣內部分地區無法支持需氧水生生物生存。在共生關係中，植物提供氧氣，而濾食性生物則清潔水質，讓植物得到足夠的陽光。研究人員提出，通過人工曝氣作為解決方案來改善水質，這種做法在淡水池塘和小湖中已經有多次成功的實踐。然而，目前還未有人試圖在像河口這樣規模的水域中進行曝氣。
自2016年以來，連接到洛克溪的353公頃灣域開始進行管道曝氣。該系統最初作為大氣泡系統，主要用於去分層，創建了一個74公頃的含氧區域。2019年，系統升級為精細氣泡注射器，以提供更多的氧氣。